# Танрэн бо
Танрэн бо (鍛錬棒) — тяжёлая квадратная бита (палка) с рукоятью не менее 60 мм, которая используется в японских боевых искусствах в ходе одиночных тренировок для развития силы и выносливости.
Предназначен специально для того, чтобы привыкнуть к весу тяжёлого предмета, при этом редко имеет вид меча, в отличие от боккэна и субурито (поэтому менее эффективен для изучения ударов катаной и не подходит для контакта с другими мечами). Вес и размер танрэн бо не ограничены и обусловлены лишь силой тренирующегося. 

## Внешние ссылки
Тренировка с танрэн бо (с иллюстрациями)